# Attak de Trois-Rivières
Maillots
L’Attak de Trois-Rivières était un club canadien de soccer fondé en 2006 et basé à Trois-Rivières.  Le club  évoluait en Ligue canadienne de soccer, le troisième niveau dans la pyramide du soccer au Canada. L'Attak servait de club réserve à l'Impact de Montréal, rôle dévolu depuis la saison 2010 à l'Académie de l'Impact de Montréal.

## Historique
- 2006 : Fondation du club.
- 2007 : Le 17 janvier le club a dévoilé le nom de l'équipe. Le 13 mai 2007, l'Attak a joué son premier match de son histoire et ce fut un match nul de 0 à 0 contre le Toronto Croatia.
- 2008 : Le 26 octobre, l'Attak perd en finale des séries éliminatoires de la LCS contre les Serbian White Eagles aux tirs au but.  Le 5 novembre, l'Impact de Montréal annonce que Marc Dos Santos deviendra entraîneur-adjoint du club à temps plein, quittant ainsi son poste d'entraîneur-chef de l'Attak.
- Effectif en 2008 : Les gardiens étaient Andrew Olivieri et Gildas.  Les défenseurs étaient Mike Vitulano, François Boivin, Olivier Brett, Elkana Mayard et Davy Uwimana. Les milieux sont Alpha Bah, Ibrahim Baldeh, Hector Contreras, Mohammed Syllaberaient et Jean-Philippe Étienne. Finalement les attaquants composant cette équipe étaient Jean-Louis Bessé, Massimo Di loin, Pierre-Rudolph Mayard, Guillaume Héroux, Nicolas Lessage et Sebastian Soto[réf. souhaitée].
- 2009 : Philippe Eullaffroy est nommé entraineur chef et l'équipe est très largement renouvelé en faveur de jeunes joueurs[1]. Le club est champion de la saison régulière et remporte le titre à l'issue des séries finales.
- En mars 2010, le club annonce qu'il ne participera pas à la saison 2010[2].
- 2011: L'équipe n'est pas de retour pour la saison 2011 et disparait.

## Stade de résidence
L'Attak a joué ses parties à domicile au Stade de l'UQTR sur le campus de l'Université du Québec à Trois-Rivières, et parfois à l'intérieur du Complexe sportif Alphonse-Desjardins.

## Entraîneurs
| Saisons   | Nom                      | Nationalité |
| --------- | ------------------------ | ----------- |
| 2007–2008 | Marc Dos Santos          | Canada      |
| 2009      | Philippe Eullaffroy (en) | France      |

## Statistiques
| Saison | Ligue | Saison régulière | Générale | Séries      | Coupe du Canada |
| ------ | ----- | ---------------- | -------- | ----------- | --------------- |
| 2007   | CSL   | 2e, National     | 5e       | Demi-finale | Champion        |
| 2008   | CSL   | 1er, National    | 1er      | Finale      | Non tenue       |
| 2009   | CSL   | 1er, National    | 1er      | Champion    | Non tenue       |

## Palmarès
- Coupe du Canada
  - Vainqueur : 2007

- Ligue canadienne de soccer
  - Champion : 2009
  - Finaliste : 2008

## Joueurs notables
Canada
- Reda Agourram (en) (2009)
- Félix Brillant (2009)
- Kevin Cossette (en) (2009)
- Massimo Di Ioia (en) (2008-2009)
- David Fronimadis (2007)
- Charles Gbeke (2008)
- Nicolas Lesage (en) (2007-2008)
- Sita-Taty Matondo (2001)
- Elkana Mayard (en) (2007-2009)
- Pierre-Rudolph Mayard (2007-2008)
- Cristian Nuñez (en) (2008)
- Andrew Olivieri (en) (2007-2008)
- Karl Ouimette (2009-2010)
- Jon Paul Piques (en) (2007)
- António Ribeiro 2008
- Alex Surprenant (2007)
- Maxim Tissot (2008-2009)

Antigua-et-Barbuda
- Peter Byers (2009)

Bolivie
- Roland Vargas-Aguilera (en) (2008)

France
- Cédric Joqueviel (2007)

Côte d'Ivoire
- Jean-Louis Bessé (2007-2008)

Jamaïque
- Fabian Dawkins (2007)

Maroc
- Hicham Aâboubou (2007)
- Rachid Madkour (2007)

Roumanie
- Andrei Bădescu (2009)
- Mircea Ilcu (en) (2009)

États-Unis
- Tony Donatelli (en) (2008)
- Paul Moran (2007)
- Andrew Weber (2007)